# Zuni Pueblo
Zuni Pueblo – jednostka osadnicza w Stanach Zjednoczonych, w stanie Nowy Meksyk, w hrabstwie McKinley.